# Robert Morris (Bartlett)
Pour les articles homonymes, voir Robert Morris.
Robert Morris  est une statue située devant l'Independence Hall de Philadelphie. C'est l'œuvre de Paul Wayland Bartlett.
Elle honore Robert Morris, un commerçant américain signataire de la déclaration d'indépendance des États-Unis, des articles de la Confédération et de la Constitution des États-Unis. Morris est connu comme le « Financier de la Révolution » en raison de son action visant à assurer les fonds nécessaires à la cause américaine lors de la guerre d'indépendance des États-Unis dans le cadre de la Révolution américaine.